# 2MASS J07271824+1710012
2MASS J07271824+1710012 ist ein Brauner Zwerg im Sternbild Zwillinge. Er wurde 2002 von Adam J. Burgasser et al. entdeckt. Er gehört der Spektralklasse T7 an; seine Oberflächentemperatur beträgt 800 bis 1300 Kelvin. Wie bei anderen Braunen Zwergen der Spektralklasse T dominiert auch in seinem Spektrum Methan. Seine Position verschiebt sich aufgrund seiner Eigenbewegung jährlich um 1,2965 Bogensekunden. Zudem weist er eine Parallaxe von 110 Millibogensekunden auf.